# Элеонора Австрийская
Элеонора Австрийская (нем. Eleonore von Österreich, исп. Leonor de Austria; 15 ноября 1498, Лёвен — 18 февраля 1558, Талавера-ла-Реаль) — урождённая эрцгерцогиня Австрийская, инфанта Испанская и принцесса Бургундии; третья супруга короля Мануэля I Португальского, позже вторая жена короля Франции Франциска I.

## Биография
Элеонора была старшей дочерью Филиппа I Красивого, герцога Бургундского, и Кастильской королевы Хуаны I. Среди её братьев и сестёр были императоры Священной Римской империи Карл V и Фердинанд I, королева-консорт Дании, Норвегии и Швеции Изабелла, королева-консорт Венгрии Мария и королева-консорт Португалии Екатерина. Когда её мать с мужем отбыла в Кастилию, она осталась вместе с братом Карлом и сестрами Марией и Изабеллой в Нидерландах, при дворе тётки Маргариты Австрийской в Мехелене.
Среди претендентов на её руку были короли Англии Генрих VII и Генрих VIII, короли Франции Людовик XII и Франциск I и король Польши Сигизмунд I.
В 1517 году вместе с братом Карлом отправилась на родину матери в Кастилию. По приказу брата 16 июля 1518 года вышла замуж за старого короля Португалии Мануэля, став его третьей женой. У них было двое детей:
- Карл (1520), умер во младенчестве;
- Мария (1521—1577), одна из самых богатых принцесс Европы, умерла незамужней.

Элеонора стала вдовой в декабре 1521 года, когда Мануэл умер от чумы. Ходили слухи о её будущем браке с пасынком Иоанном (Жуаном), но за него выдали её младшую сестру Екатерину.
Карл V обещал её руку коннетаблю Бурбону в награду за его измену Франциску I, но намерения императора изменились после его победы при Павии, и одним из первых условий мира в Камбрэ (1529) стало заключение брака между королем Франции Франциском I и Элеонорой. Есть свидетельства современников, что сама Элеонора загорелась сочувствием к Франциску, попавшему в плен к её брату, и захотела стать его женой, уговорив брата смягчить условия мира с Францией. 4 июля 1530 года она вышла за него замуж. Этот брак был не более счастливым, чем предыдущий. Франциск открыто предпочитал жене нескольких любовниц, французы в целом были настроены против Габсбургов, и между её супругом и её братом возобновилась война (см. Итальянские войны); детей у супругов не было. Брантом пишет, что королева якобы в интимной жизни находила отдохновение в объятиях своих придворных дам.
Как королева Франции не имела никакого влияния, однако служила связующим звеном между Францией и Священной Римской империей.
Она лишилась былой красоты, некоторые современники считали, что супруг заразил её сифилисом, следы которого появились на её лице. Умерла от приступа астмы, возвращаясь из Португалии, где встречалась со своей дочерью Марией.